# Kilbi
Kilbi (Aglaoapis tridentata) är ett solitärt bi i familjen buksamlarbin vars larv lever som boparasit i boet hos andra buksamlarbin.

## Utseende
Ett svart, 8 till 10 mm långt bi med gles behåring. Tergiternas, bakkroppssegmentens, bakkanter har vita hårband. På mellankroppens bakkant har den tre bakåtriktade utskott som gett arten dess namn (tridenta – "tre tänder").

## Ekologi
Kilbiets lever i torrmarker rika på blommande växter som sand- och grustag samt grusdominerade alvarmarker, men också sanddyner och sandheder. Dess flygtid varar från mitten av juni till slutet av augusti, och arten besöker korgblommiga växter som väddklint och färgkulla samt kransblommiga växter som backtimjan.

### Fortplantning
Arten är en boparasit, honan lägger ägg i bon av andra buksamlarbin som släktena hartsbin, tapetserarbin och murarbin. Efter kläckningen äter larven upp värdartens ägg eller dödar dess larv och lever sedan på det insamlade matförrådet. För detta syfte är den nykläckta larven försedd med kraftiga käkar. Dessa förloras vid senare hudömsningar.

## Utbredning
Kilbiet finns främst i Syd- och Mellaneuropa med sydgräns från Spanien till Grekland och nordgräns i Sverige (samt tidigare, före 2010, i Finland). I Sverige finns den numera bara i Sörmland och på Öland. Tidigare har den även funnits i Skåne, Blekinge och Uppland, och lokalt kan enstaka förekomster finnas kvar. Efter 2010 är den rödlistad i Finland som nationellt utdöd ("RE").

## Status i Sverige och Finland
Arten har minskat i Sverige, dels på grund av att värdarterna också har minskat, dels på grund av habitatsförlust i form av igenväxning och minskat betestryck. Utbredningsområdet är dessutom starkt fragmenterat. Arten är därför rödlistad med klassificeringen nära hotad ("VU").
I Finland har arten alltid varit mycket sällsynt, endast fem fynd har gjorts. Mellan 1900 och 1959 gjordes fyra fynd på olika platser i landskapet Södra Karelen, och 1961 gordes ett fynd i Vederlax i landskapet Kymmenedalen.